# Manuel Rodríguez (labdarúgó)
Manuel Rodríguez Araneda (Santiago, 1938. január 18. – 2018. szeptember 26.) chilei válogatott labdarúgó, edző.
A chilei válogatott tagjaként részt vett az 1962-es világbajnokságon.

## Sikerei, díjai
Chile
- Világbajnoki bronzérmes (1): 1962